# リゾビウム属
リゾビウム属はグラム陰性の非芽胞形成好気性桿菌からなる属。属名は根の生物を意味する。
リゾビウム属には植物組織の肥大を引き起こす菌株が多く知られており、それは窒素固定能のある根粒であったり、腫瘍や不定根のような病的なものであったりする。前者は根粒菌、後者はアグロバクテリウムと呼ばれ、分類学上でも別の属に分類してきた。しかしこうした現象はそれぞれ特徴的なプラスミドによって引き起こされており、種をまたがってプラスミドが伝播することが知られている。その一方で染色体上の遺伝情報では根粒菌とアグロバクテリウムを区別することはできない。そこで2001年に、植物に対して示す表現型に関わらず近縁種はすべてリゾビウム属にまとめることが提唱され、次第に移行が進んでいる現状にある。